# Ralf-Guido Kuschy
Ralf-Guido Kuschy (Berlim Oriental, 23 de outubro de 1958–ibidem, 1 de janeiro de 2008) foi um desportista da RDA que competiu no ciclismo na modalidade de pista. Ganhou duas medalhas de bronze no Campeonato Mundial de Ciclismo em Pista, nos anos 1985 e 1986, na prova de velocidade individual.

## Medalheiro internacional
| Campeonato Mundial | Campeonato Mundial                 | Campeonato Mundial | Campeonato Mundial        |
| Ano                | Lugar                              | Medalha            | Competição                |
| ------------------ | ---------------------------------- | ------------------ | ------------------------- |
| 1985               | Bassano ( Itália)                  | Medalha de bronze  | Velocidade individual (A) |
| 1986               | Colorado Springs ( Estados Unidos) | Medalha de bronze  | Velocidade individual (A) |